# Durban International Airport
Durban International Airport was een luchthaven bij Durban, Zuid-Afrika. De luchthaven is in 2010 vervangen door de Internationale Luchthaven King Shaka en is nu nog in gebruik als militaire basis.